# Nototrichium sandwicense
Nototrichium sandwicense är en amarantväxtart som först beskrevs av Asa Gray och Horace Mann, och fick sitt nu gällande namn av W. F. Hillebr. Nototrichium sandwicense ingår i släktet Nototrichium och familjen amarantväxter. Inga underarter finns listade i Catalogue of Life.

## Bildgalleri

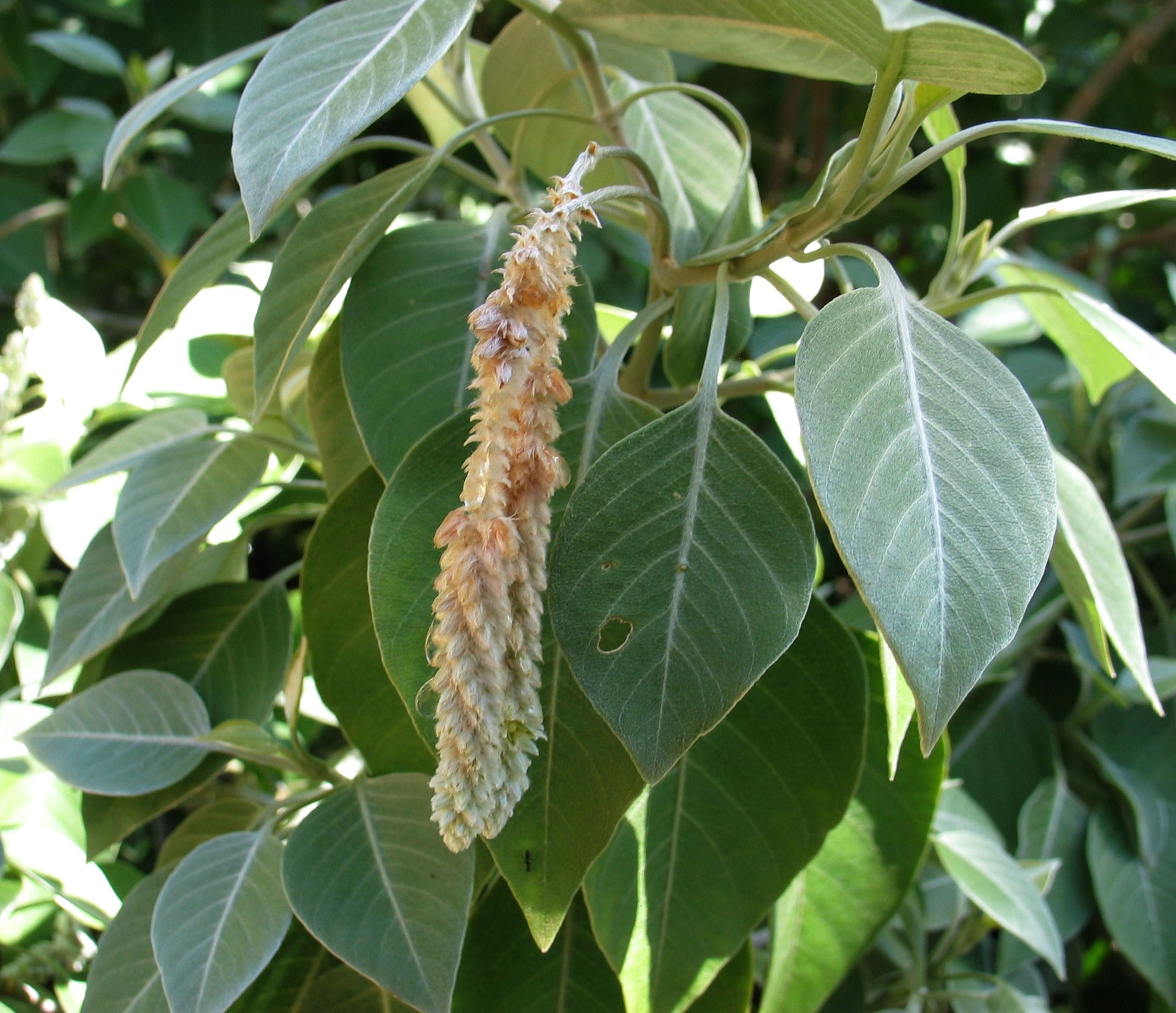
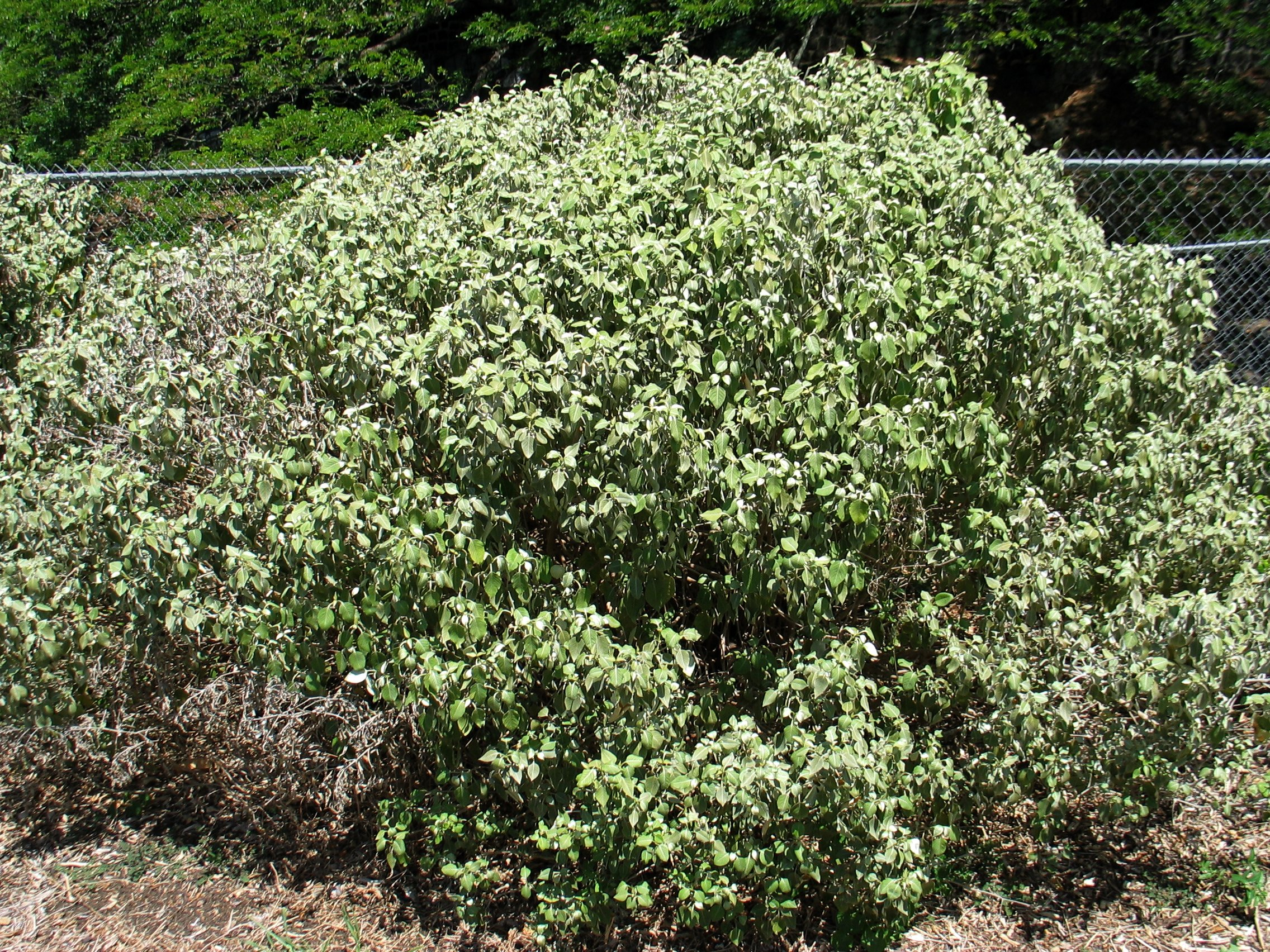
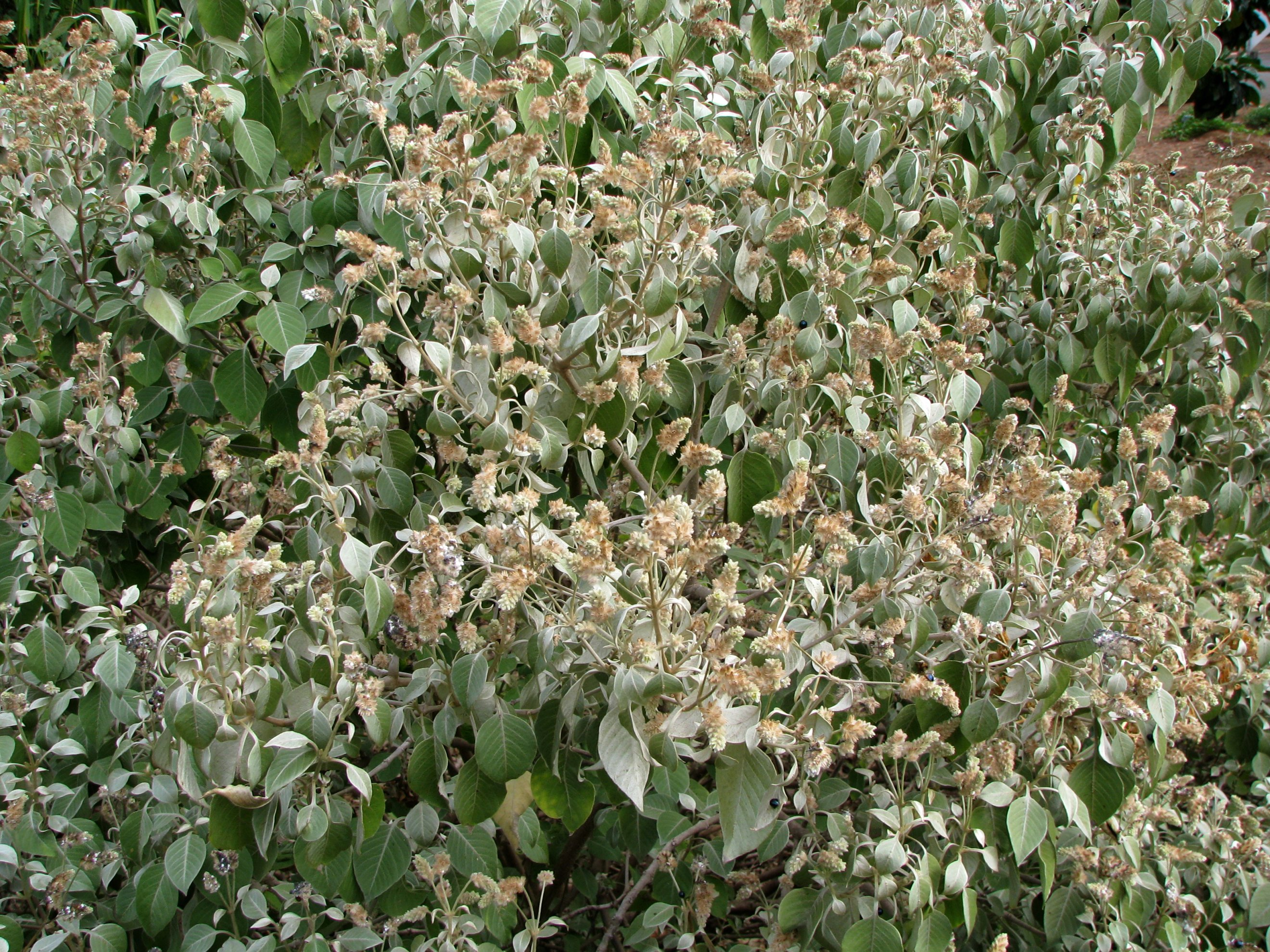
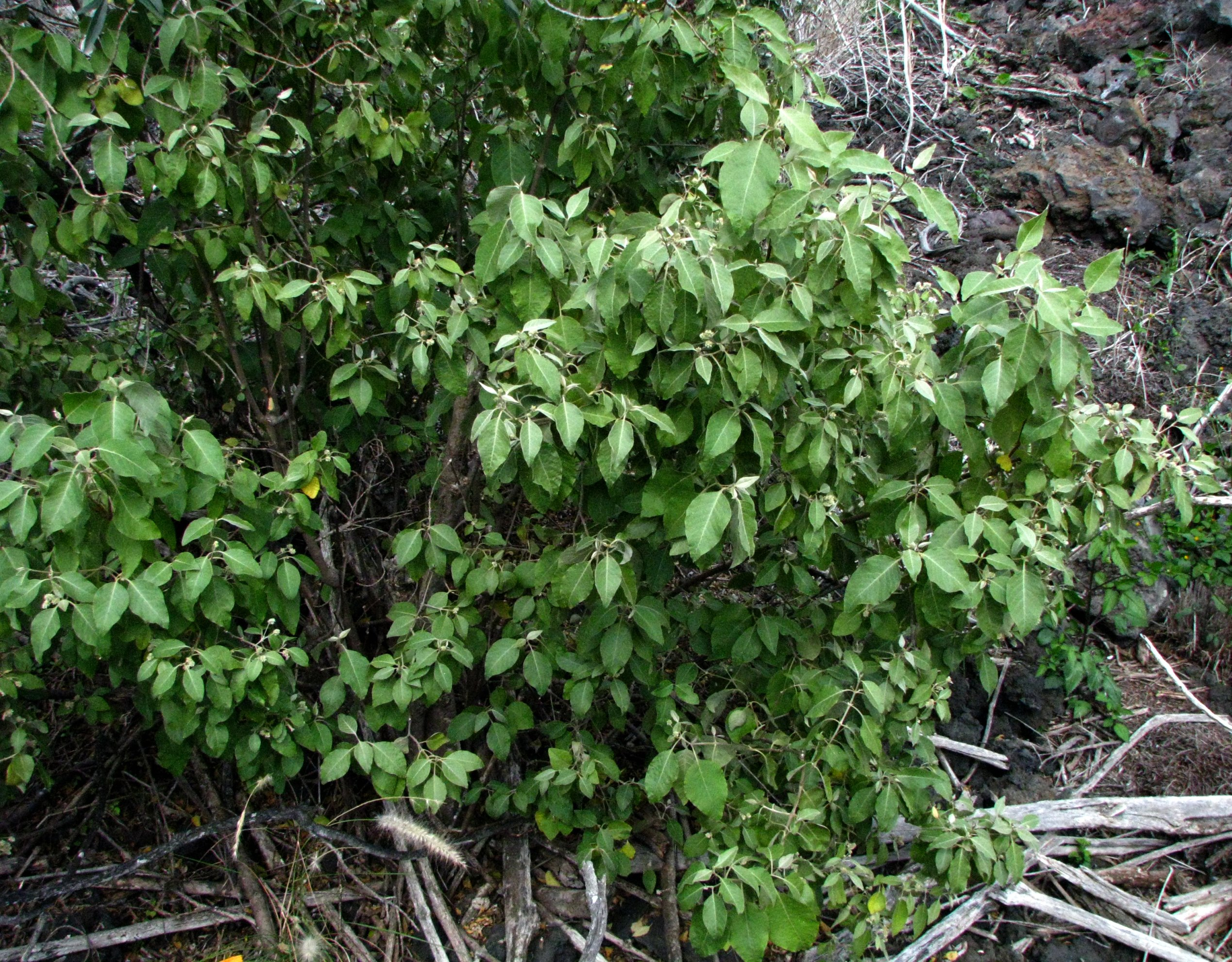
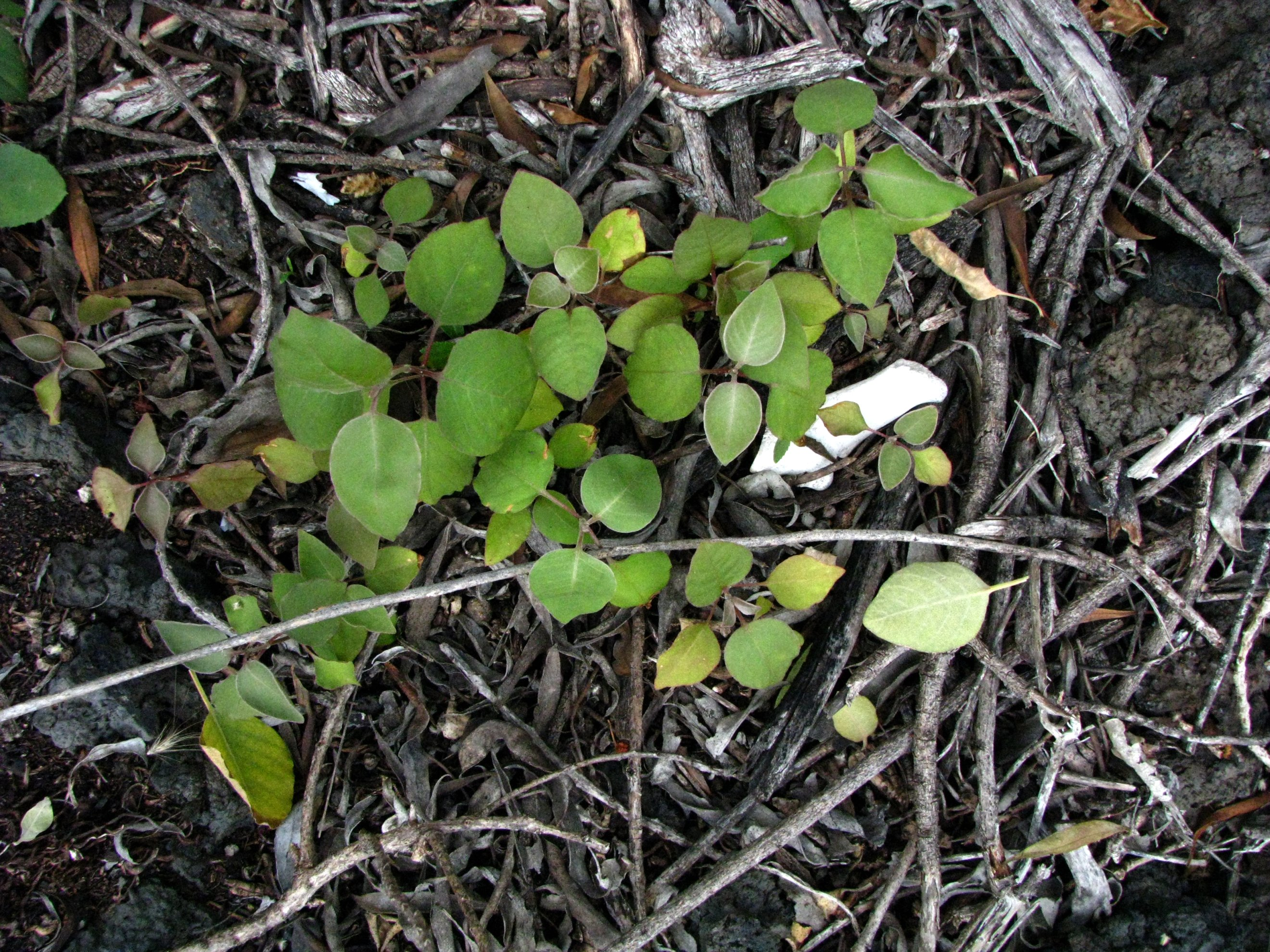
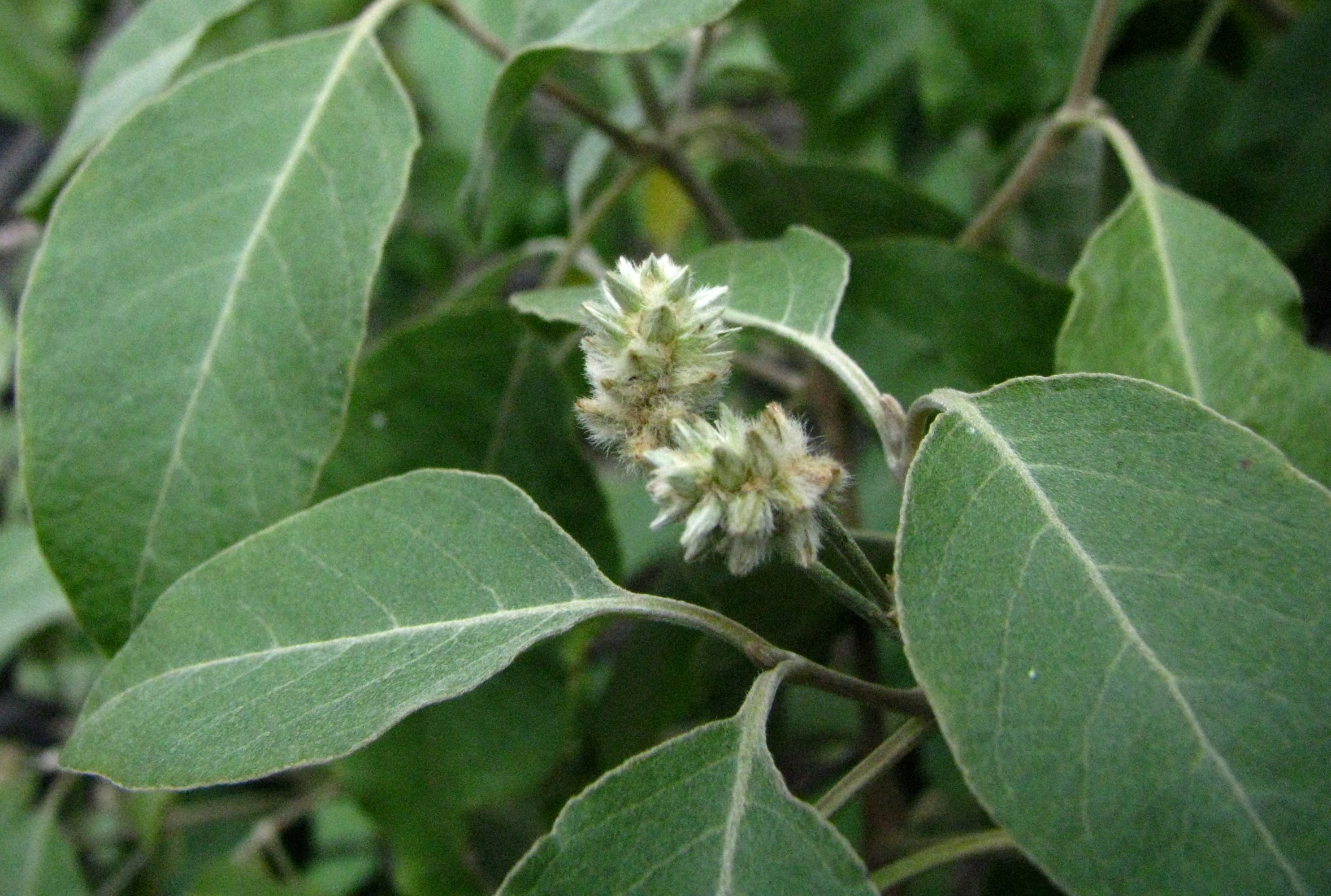